# Port Seine Métropole
Le Port Seine Métropole Ouest est un projet de port industriel sur la plaine d'Achères, à cheval sur les communes de Conflans-Sainte-Honorine, Achères et Andrésy, dans les Yvelines, en France. Le projet est porté par HAROPA Port, avec un achèvement total prévu en 2040 sur une emprise de 400 hectares. Sa localisation sur la rive gauche de la Seine, au Nord-Ouest de Paris, et en face de la confluence entre la Seine et l'Oise l'inscrit à la fois dans l'axe séquanien entre Paris, Rouen et Le Havre, et dans le canal Seine-Nord Europe. 

## Histoire
En 1999, le souhait de construire un port industriel sur la plaine d'Achères est inscrit au Schéma directeur de la région Île-de-France. En 2009, A. Grumbach fait une proposition d'un port d'une emprise de 1 000 hectares lors de la consultation sur le Grand Paris. 
En 2014, le projet porté par Haropa fait l'objet d'un débat public. Le calendrier prévoit alors une concertation se terminant en 2018-2019, début des travaux en 2020, pour une mise en exploitation de la première phase en 2025. Aujourd'hui, le démarrage des travaux est finalement prévu à 2023 par Haropa. En 2019, l'autorité environnementale rend un avis qui sera ajouté à l'enquête publique concernant les risques liés au port. En se basant sur l'étude d'impact du port, l'un des co-rapporteurs pointe des « risques d'inondation, de pollution et sur la préservation de la biodiversité. »
En 2020, l'enquête publique concernant le port est ouverte. En 2021, le port fait l'objet d'une Déclaration d'utilité publique (DUP) soumise à plusieurs réserves par le préfet des Yvelines.  En 2022 sur la base de ces mêmes réserves, sept associations environnementales posent un recours contre la DUP auprès du juge administratif des Yvelines. Pour Anthony Effroy, le président de Rives de Seine, une des sept associations, le projet « risque, paradoxalement, d'augmenter le trafic routier dans le secteur car rien n'est réellement prévu pour favoriser un axe d'eau-rail », alimentant même la crainte de nouveaux projets routiers, comme le pont d'Achères. 

## Description
À court et moyen termes, 100 hectares, à l'ouest de la ligne du RER A devraient être dédiés au traitement des gravats du Grand Paris, avec notamment l'enfouissement dans les carrières de l'entreprise GSM. Les 320 hectares restants permettraient le déploiement de plateformes logistiques et d'un port de conteneurs.